# Àcids grassos lliures
Els àcids grassos lliures (AGL) són molècules hidròfobes de cadena llarga no ramificades que serveixen com a font clau d'energia endògena per a les cèl·lules β, ja que poden travessar de manera lliure la membrana plasmàtica. Segons a seva estructura química i la durada de l'exposició, poden tenir efectes diversos sobre aquestes cèl·lules, que van des de la protecció fins a la toxicitat, o des de l'estimulació de la secreció fins a la seva inhibició.